# 신안 압해도 수각류 공룡알 둥지 화석
신안 압해도 수각류 공룡알 둥지 화석(新安 押海島 獸脚類 恐龍알 둥지 化石)는 전라남도 목포시, 목포자연사박물관에 있는 원시시대의 화석이다. 2012년 6월 27일 대한민국의 천연기념물 제535호로 지정되었다.

## 개요
전남 신안군 압해도 수각류 공룡알 둥지 화석은 둥지 지름이 2.3m, 높이가 약 60cm, 무게가 3톤인 국내 최대 규모의 공룡 알둥지 화석으로, 둥지 안에 공룡 알 19개가 있으며, 알 개체의 크기는 지름 385∼430mm에 이르러 알의 크기도 국내 최대로 추정된다.
백악기 후반부 육식공룡의 고생물지리적 분포특성, 산란습성, 서식 환경을 이해하는 데 매우 중요한 자료를 제공한다. 

## 같이 보기
- 공룡

## 참고 문헌
- 문화재청, 《문화재이야기여행 천연기념물 100선 보관됨 2016-08-28 - 웨이백 머신》, pp240-244, 2016-03-31

## 참고 자료
- 신안 압해도 수각류 공룡알 둥지 화석 - 국가유산청 국가유산포털